# Monastero di Yeghishe Arakyal
Il monastero di Yeghishe Arakyal (in armeno Եղիշէ Առաքեալի վանք), anche monastero di Yeghishe l'Apostolo,  è un monastero, della repubblica del Azerbaigian situato nella regione di Agdere, non lontano dal confine con la parte del distretto di Goranboy sotto controllo azero.

## Storia ed architettura
Il monastero fu costruito nel V secolo e si espanse nel XIII secolo e taluni associano la costruzione del primo edificio al re Vachagan Barepasht (Vachagan III, detto il Pio). Era anche conosciuto con il nome di Jrvshtik derivato probabilmente da una vicina cascata che si gettava in un burrone.
La struttura, piuttosto semplice nel suo impianto originario poi arricchitasi nel corso dei secoli, richiama il non lontano monastero di Dadivank.
La piccola chiesa principale (10 m per 5,8), con soffitto a volta e dall'architettura molto lineare, era preceduta da un vestibolo ed aveva due ingressi a sud ed a nord. Intorno alla strattura, poste a simmetrica distanza, sorgevano tre capelle sul lato settentrionale e quattro su quello meridionale.
L'impianto subì numerosi ampliamenti e rimaneggiamenti nel corso dei secoli, testimoniati dall'uso di materiale più antico utilizzato per nuovi lavori architettonici. Sull'architrave della porta si può leggere una datazione al 1284.
In una delle cappelle sono raccolte le lapidi di Vachagan Barepasht, del principe Adam di Jraberd e dell'episcopo Melikset.

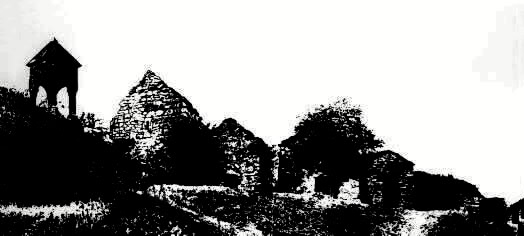
Il monastero in una vecchia foto

## Condizioni ed accessibilità
Il monastero si trova in stato di abbandono, semi diroccato, anche in conseguenza della guerra; è tuttavia ben visibile l'intero impianto ed è ben conservato il campanile.
La sua posizione, sulle pendici boscose a ridosso dei Monti Mrav, in una zona impervia, rende estremamente arduo raggiungerlo. Dal villaggio di Mataghis occorre risalire un sentiero che s'inerpica lungo il corso del torrente Yeghsharakyal. La zona, prossima al confine con l'Azerbaigian è tuttavia interdetta ai visitatori salvo permessi speciali.